# 布朗 (塔恩省)
布朗（法語：Blan，法語發音：[blɑ̃]）是法国奥克西塔尼大区塔恩省的一个市镇，属于卡斯特尔区。

## 地理
布朗（43°31'37"N, 2°0'29"E）面积13.3 平方千米，位于法国奧克西塔尼大區塔恩省，该省份为法国南部内陆省份，北起顺时针与阿韦龙省、埃罗省、奥德省、上加龙省和塔恩-加龙省接壤。
与布朗接壤的市镇（或旧市镇、城区）包括：勒韦勒、贝勒塞尔、拉加尔迪奥勒、朗波、帕勒维尔、普迪、皮洛朗斯。

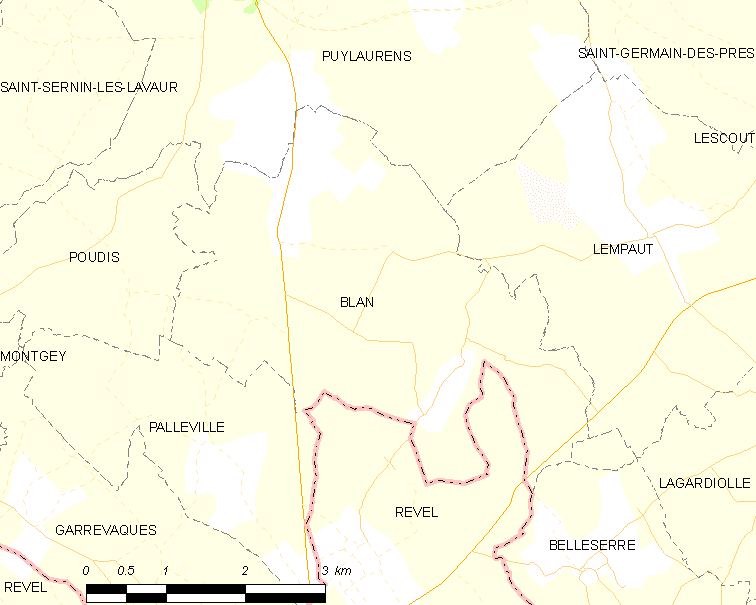
的OSM定位图

布朗的时区为UTC+01:00、UTC+02:00（夏令时）。

## 行政
布朗的邮政编码为81700，INSEE市镇编码为81032。

## 政治
布朗所属的省级选区为勒帕斯泰勒县。

## 人口

1962-2008年间人口变化图示

布朗于2022年1月1日时的人口数量为1101人。